# Palais de Richmond

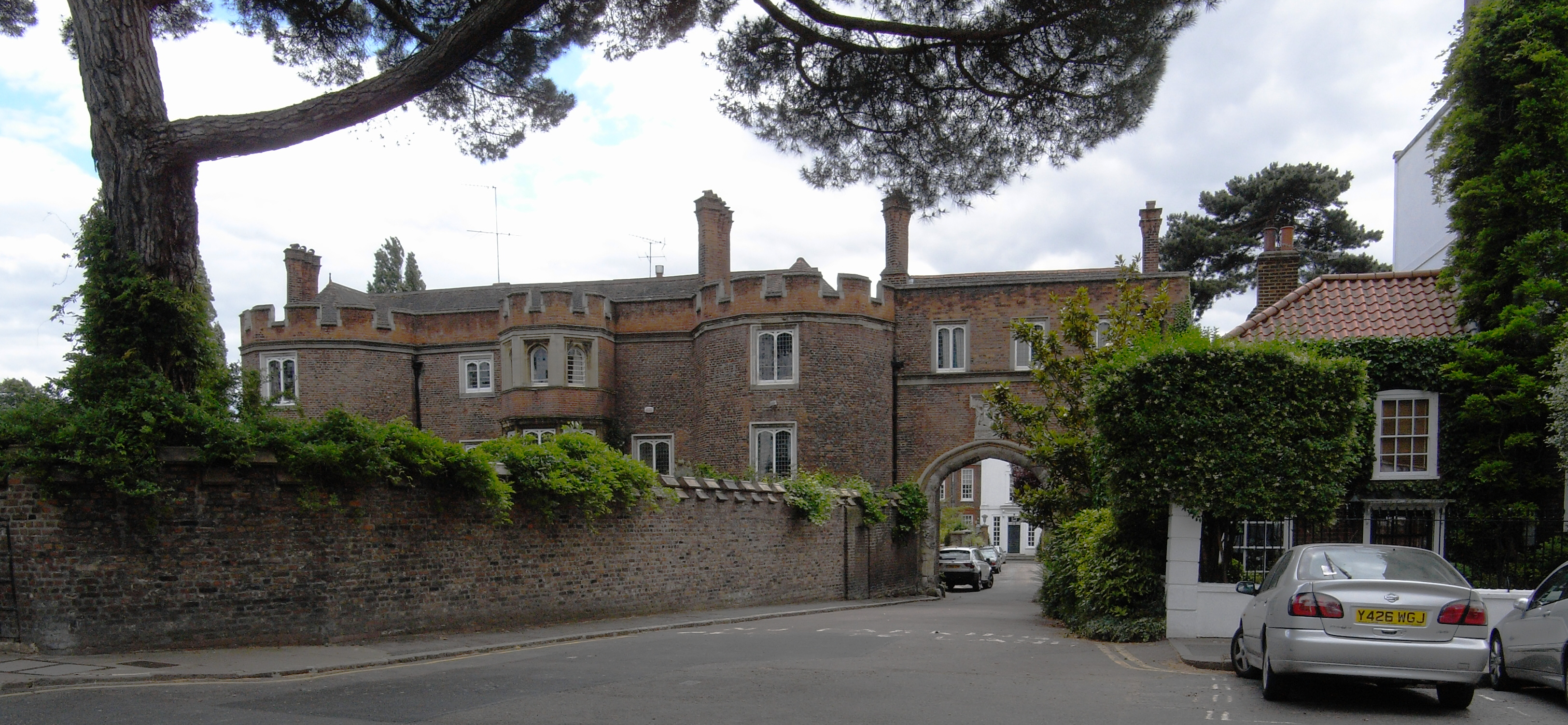
Les vestiges du palais de nos jours.

Le palais de Richmond est un ancien palais britannique et une résidence royale située à Richmond upon Thames dans la banlieue sud-ouest du Grand Londres.

## Histoire
La reine Élisabeth Ire d'Angleterre y meurt le 24 mars 1603.
Après l'exécution de Charles Ier en 1649, le palais est vendu pour 13 000 livres, puis en partie démantelé.